# Бад-Фільбель
Бад-Фільбель (нім. Bad Vilbel) — місто в Німеччині, знаходиться в землі Гессен. Підпорядковується адміністративному округу Дармштадт. Входить до складу району Веттерау. Розташовано на річці Ніда (нім. Nidda).
Площа — 25,65 км2. Населення становить 34 714 ос. (станом на 31 грудня 2020).
Відоме своїми курортами, мінеральними водами та термальними джерелами. 

## Географічне положення
Бад-Фільбель розташований на висоті 109 м над рівнем моря на південному краю Веттерау, регіону між Таунусом і Фогельсбергом, який був заселений ще з епохи неоліту завдяки дуже родючому ґрунту.
Через місто протікає річка Нідда, яка впадає в Майн у Франкфурт-Хехст. На південному сході розташований Вільбельський ліс. 

## Історія
У Вільбелі є сліди поселень з усіх часів, починаючи з неоліту (культура лінійної кераміки) і пізніше кельтів, германців, римлян або бургундів.
Під час будівництва залізниці Майн-Везер у 1848/1849 роках поблизу сучасної станції Bad Vilbel Süd були виявлені залишки римських терм.
Найдавніша збережена згадка про Вільбель датується 774 роком, коли він був названий «Фельвіла» в акті дарування монастирю Лорш. Найдавнішу збережену згадку про соляні джерела можна знайти в обмінному документі від імператора Людвіга Благочестивого 817 року. У наступні роки Вільбель перейшов під владу міністерської родини фон Гаген-Мюнценберг.

## Транспорт
З'єднано з Франкфуртом електиричкою S6.

## Туристичні об'єкти
Для туристів є привабливі локації:
Музей біля Bad Vilbel, 
Музей батьківщини в Массенхаймі (Heimatmuseum Massenheim) ,
Зал слави Бад-Фільбель (Hall of Fame Bad Vilbel).
Старий центр з фахверковими будинками, ратуша 1498 року, замок Vilbel Castle,бібліотека на мосту , велика кількість фонтанів,Млинова пристань( Mühlen-Steg) .
- Therme BAD VILBEL

## Відомі особистості
В поселенні народився:
- Герхард Глюк (* 1944) — німецький художник-карикатурист.
- Фрідріх Карл Міхаель Грошольц (нім. Friedrich Carl Michael Grosholz) (1810-1888) відомий завдяки маркетингу мінеральних джерел Бад Фільбеля, який започаткував продаж місцевої води.

## Галерея

Фонтани Оберурзеля
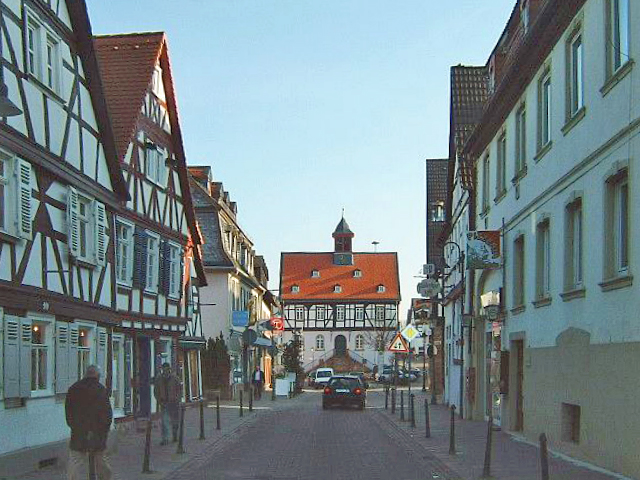
Мерія
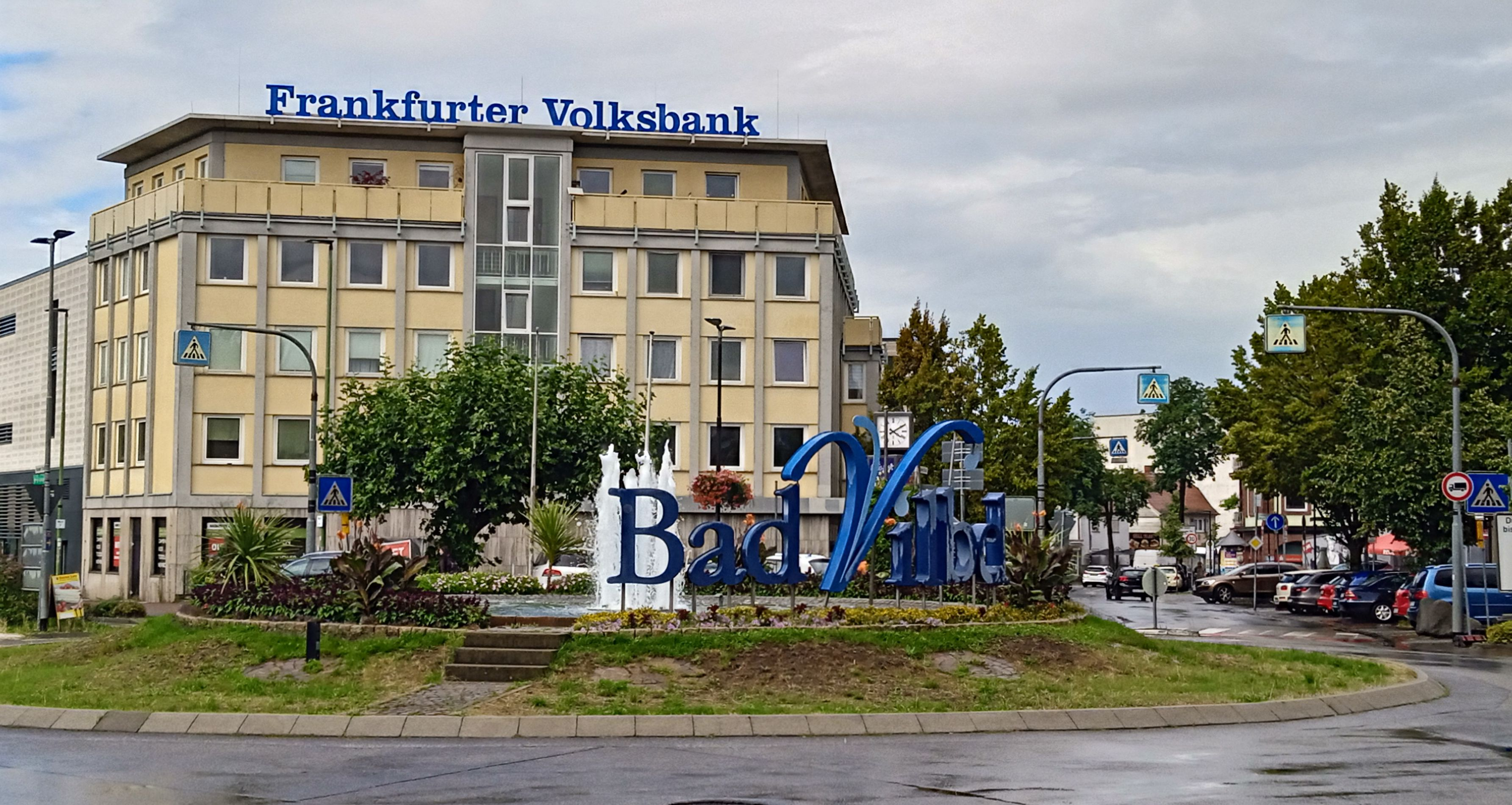
фонтан
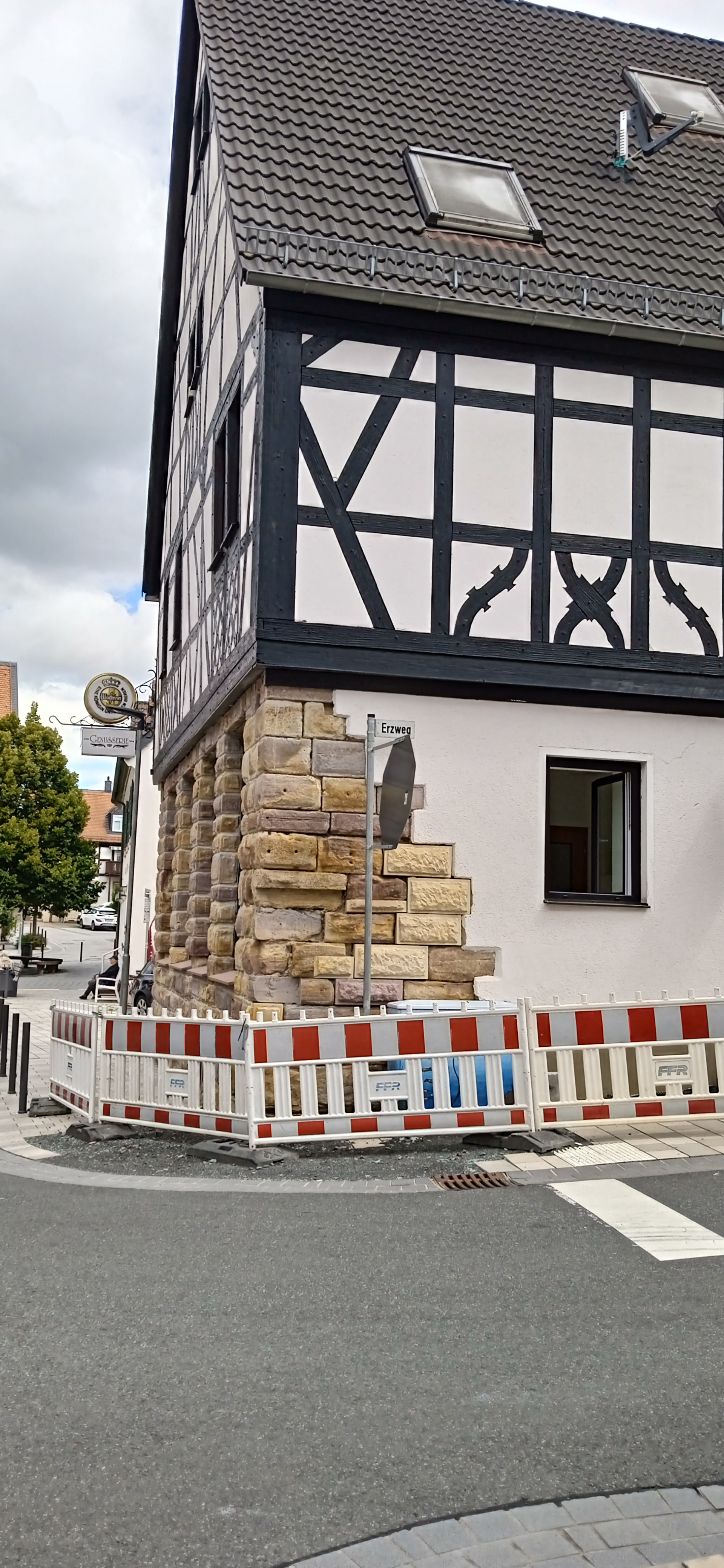
старе місто
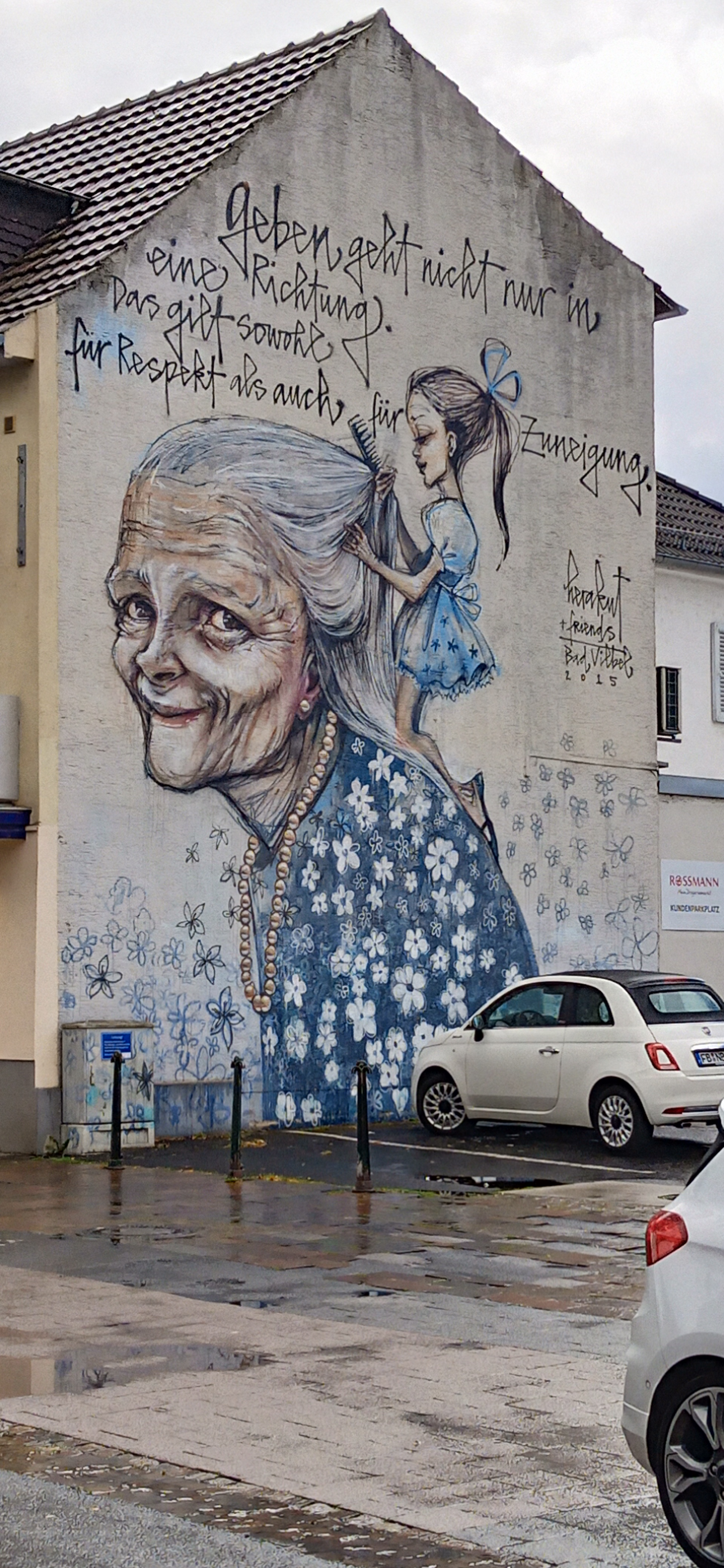
графіті
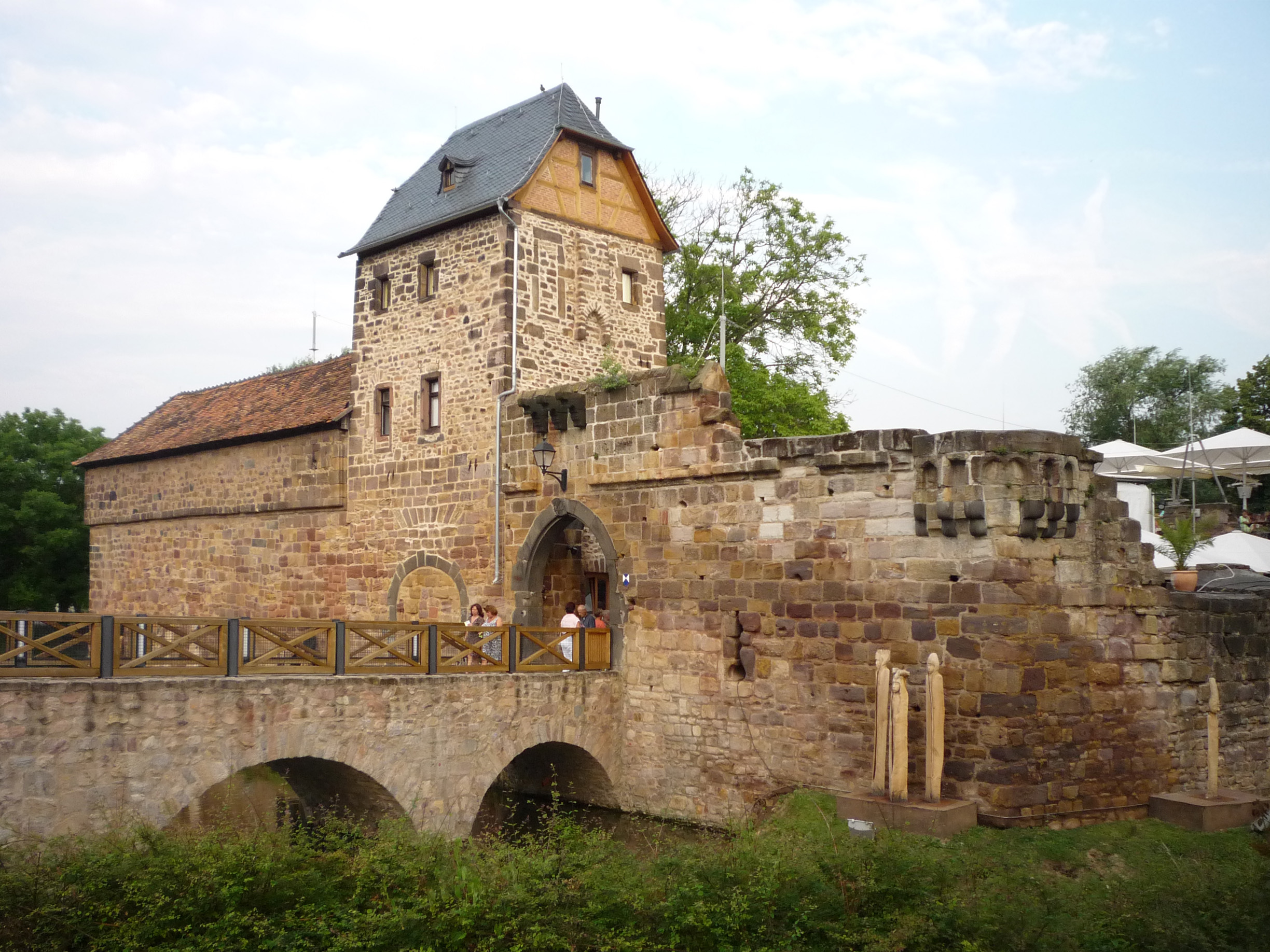
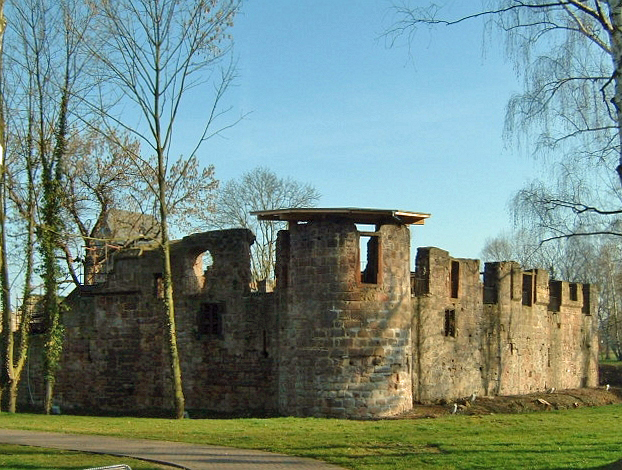
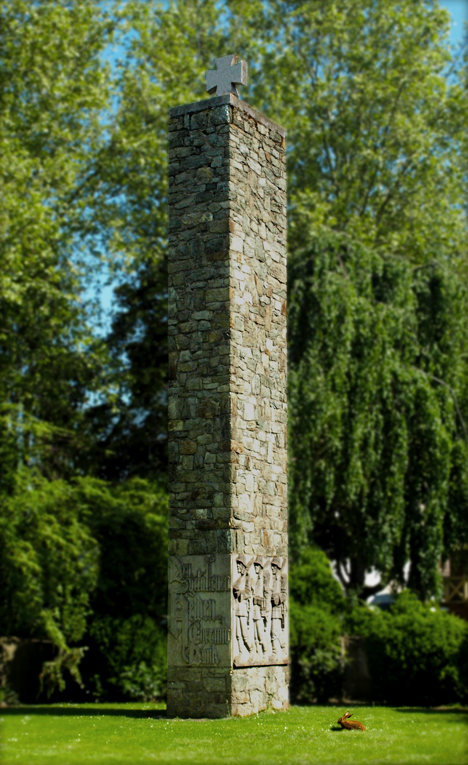
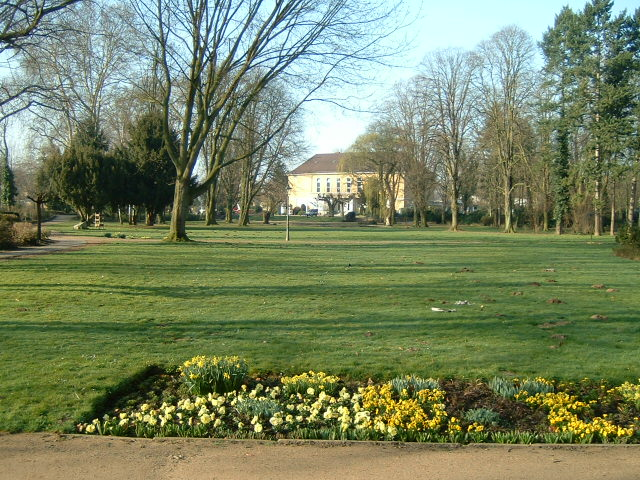
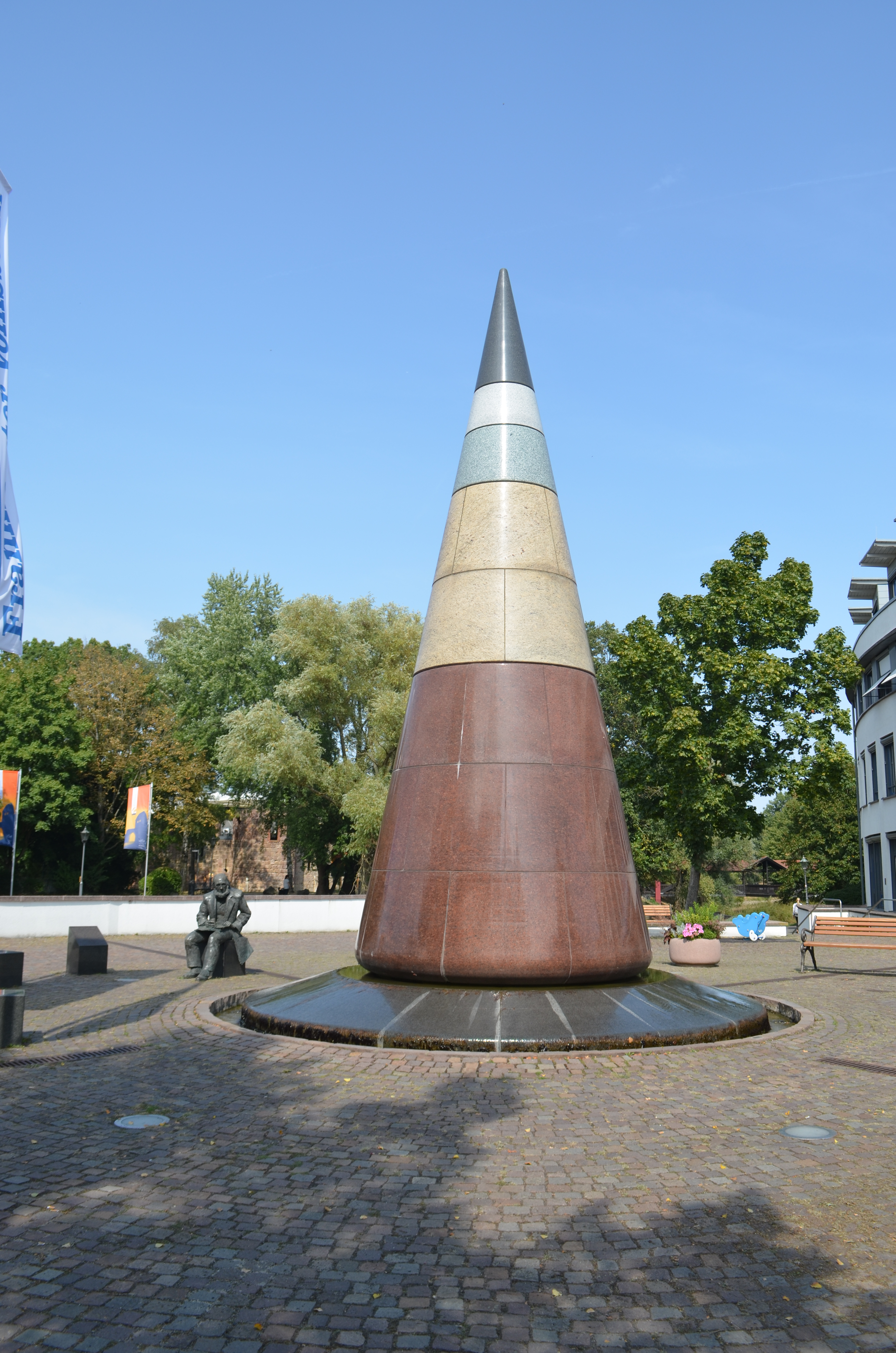
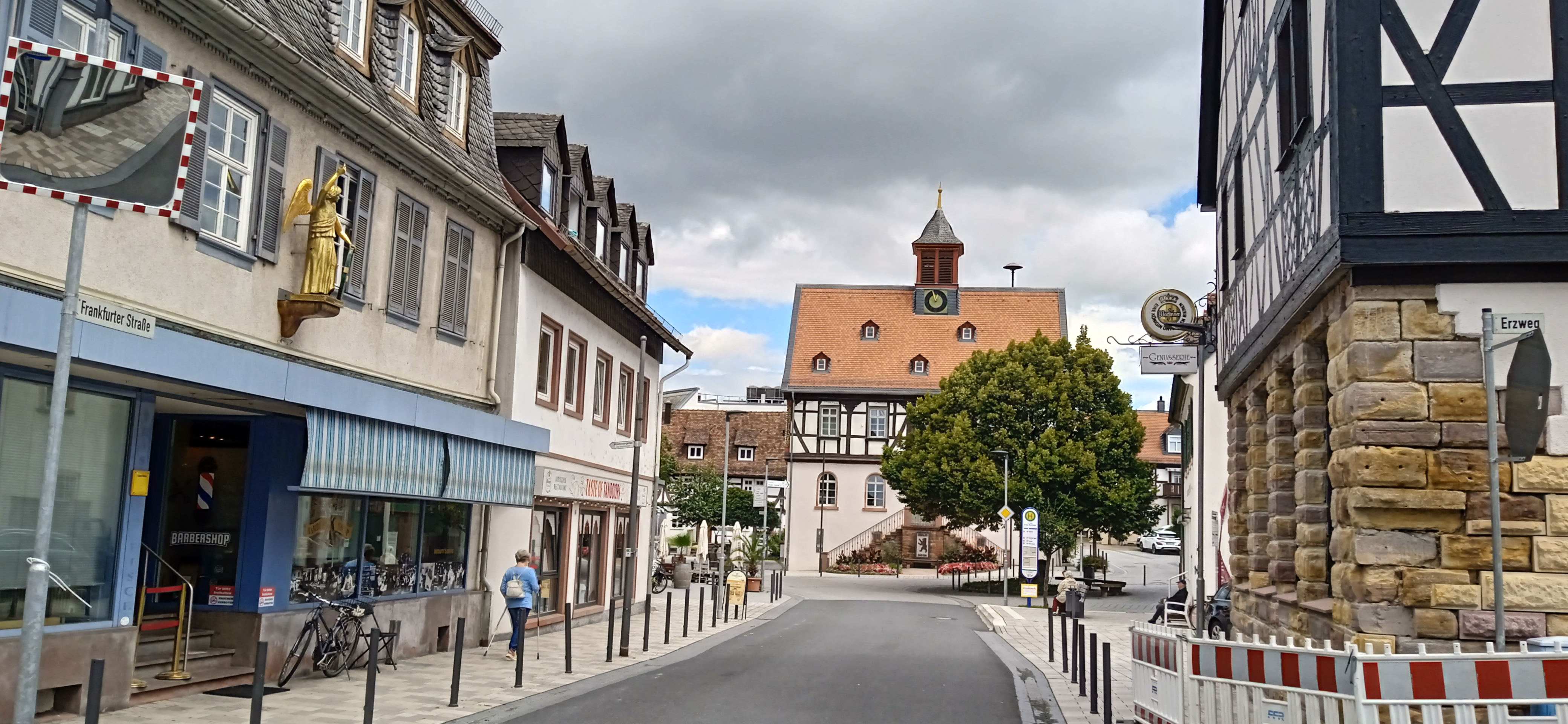
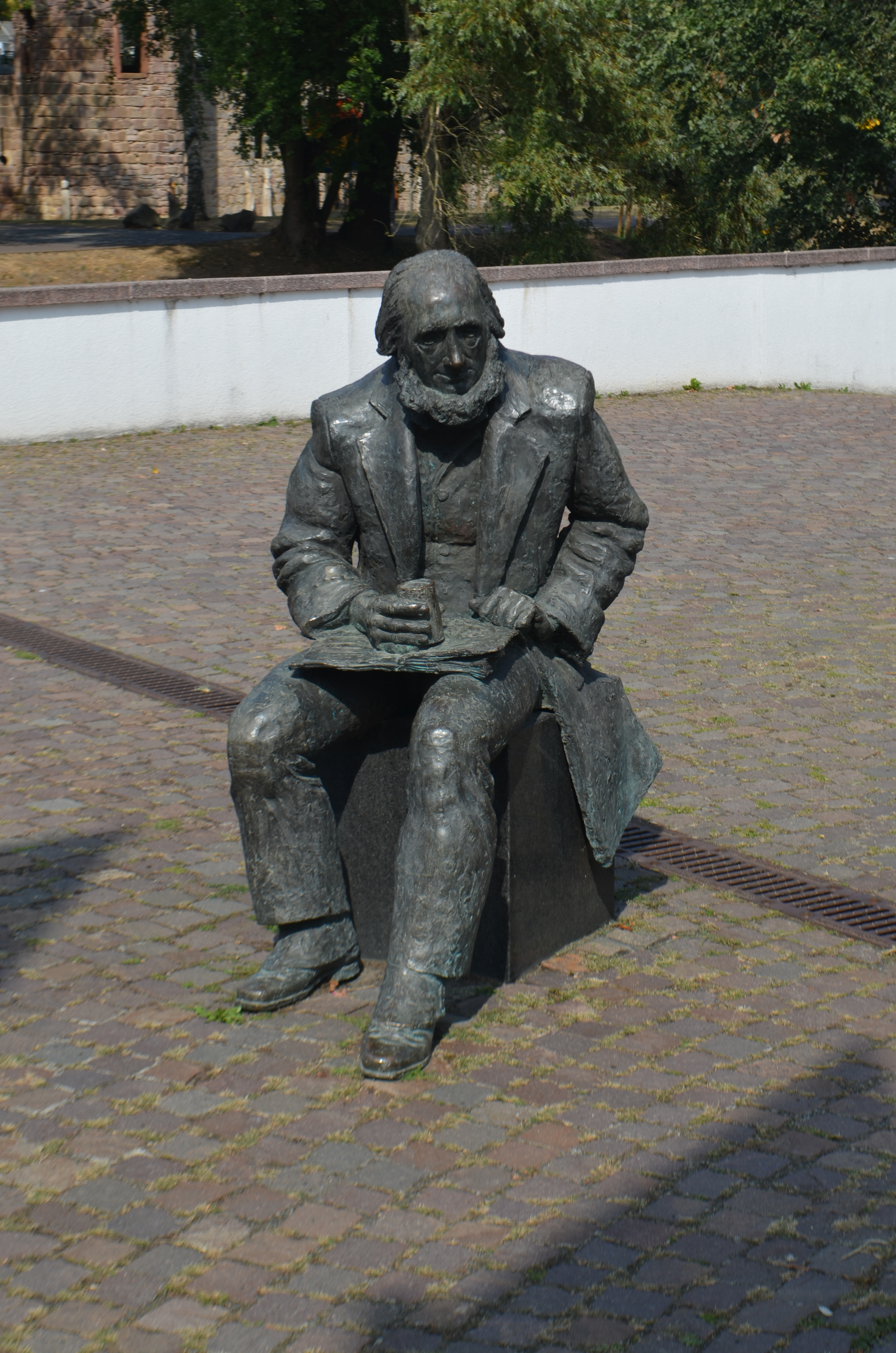
Фрідріх Карл Міхаель Грошольц
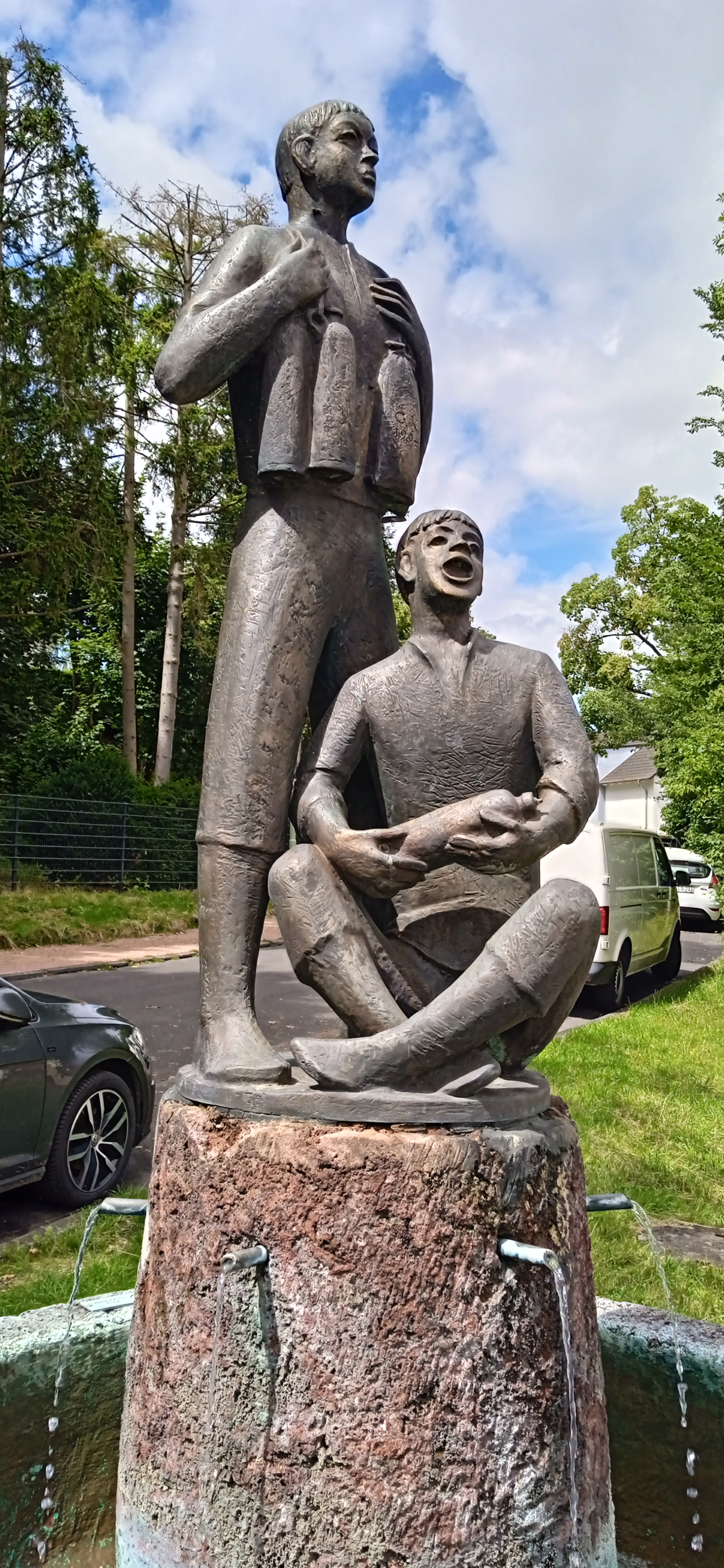
Фонтан
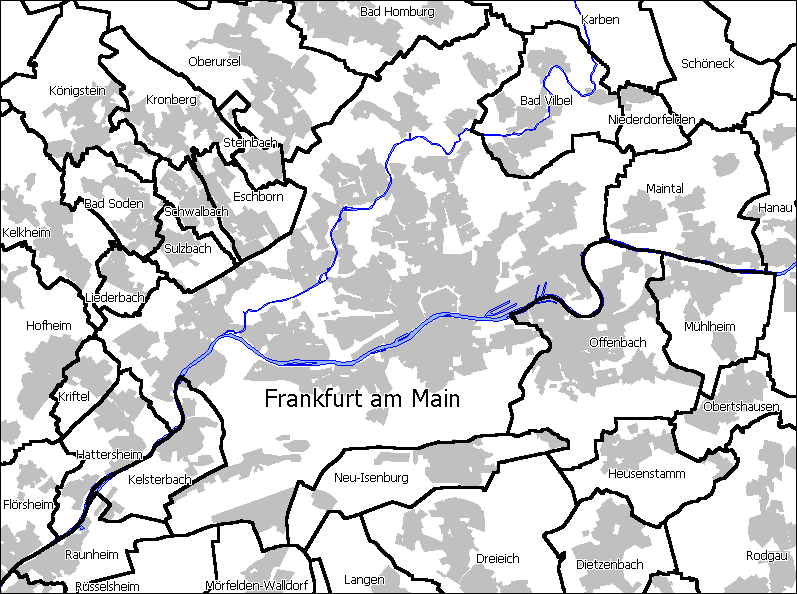